# Национальный паралимпийский комитет Узбекистана
Национальный паралимпийский комитет Узбекистана (узб: Ozbekiston Milliy Paralimpiya Qo`mitasi) является единственным паралимпийским комитетом Узбекистана для движения за Паралимпийские игры и сосредоточен на поддержке, финансировании команд, представляющих спортсменов-инвалидов на Паралимпийских играх и в других параспортивных мероприятиях. Национальный паралимпийский комитет Узбекистана является членом Азиатского паралимпийского комитета.

## Руководство
Председатель Национального паралимпийского комитета Узбекистана — Тажходжаев Мухторхон
Заместитель председателя — Эргашев Отабек
Генеральный секретарь — Ахмедов Фаррух